# 黄色い手帳運動
黄色い手帳運動（きいろいてちょううんどう）は、日本のテレビ局・新聞社等が行っている、主に小学生向けの交通安全運動の一つ。

## 概要
基本的には各テレビ局・新聞社が、協賛各社の協力の元、自社エリア内において
- 新入学児童向けに、交通安全を学ぶための教本などを寄贈する
- 子供向けの交通安全啓発を目的としたCMを放送する

といった活動を行っているもの。中には児童向けに、交通傷害保険が自動付帯された手帳などを配布している例もある。いずれも、教本や手帳の表紙が黄色を基調としたデザインになっているのが特徴。
エリアによって開始時期は若干異なるが、1970年代後半から1980年頃に始められたものが多い。実施局はフジテレビ（FNS）系列に属する局が多いが、FNS系列外で実施している局もある。

## 実施局
※2022年現在
| 放送対象地域   | 放送局                    | 系列           | 備考        |
| -------------- | ------------------------- | -------------- | ----------- |
| 岩手県         | テレビ岩手（TVI）         | 日本テレビ系列 | [ 1 ]       |
| 宮城県         | 仙台放送（OX）            | フジテレビ系列 | [ 2 ]       |
| 秋田県         | 秋田テレビ（AKT）         | フジテレビ系列 | [ 3 ]       |
| 山梨県         | 山梨放送（YBS）           | 日本テレビ系列 | [ 4 ]       |
| 静岡県         | テレビ静岡（SUT）         | フジテレビ系列 | [ 5 ]       |
| 富山県         | 富山テレビ（BBT）         | フジテレビ系列 | [ 6 ]       |
| 石川県         | 北陸放送（MRO）           | TBS系列        | [ 7 ]       |
| 島根県・鳥取県 | さんいん中央テレビ（TSK） | フジテレビ系列 | [ 8 ] [ 9 ] |